# Скадовск
Скадо́вск (укр. Скадовськ) — город в Херсонской области Украины, административный центр Скадовского района и Скадовской городской общины (ранее образовывал Скадовский городской совет). Морской порт Чёрного моря.
В 2022 году город был оккупирован российскими войсками в ходе вторжения России в Украину. По результатам фиктивного референдума, проведённого с 23 по 27 сентября 2022, аннексирован Россией.

## Географическое положение
Город расположен на берегу Джарылгачского залива Чёрного моря. В 94 километрах от Херсона. Ближайшая железнодорожная станция Каланчак (52 км).

## Население
В 1989 году численность населения составляла 21 147 человек. На 1 января 2013 года численность населения составляла 18 940 человек.
По данным переписи 2001 года украинцы составляли 77,99 % населения города, русские — 17,75 %, белорусы — 1,13 %.

### Языковой состав
Родной язык населения по данным переписи 2001 года:
| Язык       | Численность, чел. | Доля     |
| ---------- | ----------------- | -------- |
| Украинский | 14 221            | 73,29 %  |
| Русский    | 4 925             | 25,38 %  |
| Другое     | 258               | 1,33 %   |
| Итого      | 19 404            | 100,00 % |

## История
Скадовский Яков Яковлевич (1770, Польша — 1840, Скадовск) происходил из шляхетского рода, причисленного к гербу «Доленга». Приехав в Россию в 1793 году, стал служащим в «Компании Польской по Херсонской коммерции» и позднее получил чин советника канцелярии в Министерстве иностранных дел. Граф Мордвинов назначил его на должность управляющего своим поместьем в Таврии. После смерти графа Мордвинова он унаследовал 10 000 десятин, купил ещё землю и стал помещиком. Поселился в 40 км от Каховки, основав родовое село Скадовка с несколькими хуторами.
Скадовск был основан в 1894 году южнее на берегу как морская пристань для отправки пшеницы, шерсти и каракуля во Францию, Германию и другие европейские страны на месте рыбацкого поселения Али-Агок на землях помещика С. Б. Скадовского, внука Я. Я. Скодовского.
В ноябре 1930 года началось издание районной газеты.
В ходе Второй Мировой войны в 1941 году город был захвачен наступавшими немецкими войсками.
27 октября 1961 года пгт Скадовск получил статус города.
В конце февраля 2022 года в ходе вторжения России в Украину город был оккупирован российской армией. 15 апреля мэр города заявил, что в городе подняты флаги России, и городской совет перестал функционировать. В марте 2022 года в городе проходили протесты против российской оккупации.

## Список оздоровительных зон Скадовска
На территории района расположено 84 оздоровительных заведения, из них 31 — для детей. Ежегодно в заведениях Скадовской оздоровительной зоны отдыхает больше 80 тыс. человек. В пансионатах и санаториях применяют лечение солнцем, морской водой, песком, минеральными водами и целебными грязями, южными фруктами и овощами. В летний период ежедневно по графику курсирует теплоход на остров Джарылгач.

## Религиозные организации
- Украинская православная церковь (МП)[11]
- Украинская греко-католическая церковь[12]
- Евангельская церковь христиан-баптистов

## Люди, связанные со Скадовском
- Гуманенко, Владимир Поликарпович — Герой Советского Союза, командир отряда торпедных катеров на Балтийском флоте в годы Великой Отечественной войны, родился в Скадовске.
- Дунаев, Сергей Илларионович — Герой Советского Союза, командир дивизии, полковник, родился в Скадовске.
- Савченко, Сергей Романович — сотрудник советских спецслужб, генерал-лейтенант. Родился в Скадовске.
- Шульга, Иван Николаевич (1889—1956) — украинский художник, живописец и график. Жил и работал в Скадовске.
- Александр Васильевич Ворона (25 мая 1925 года — 24 сентября 2021 года) — советский и украинский художник-монументалист, заслуженный деятель искусств УССР. Родился в Скадовске.
- Николай Петрович Высоченко (7 октября 1926— 28 мая 1983) — главный агроном колхоза «Советская Украина» Скадовского района, Херсонской области. Герой Социалистического Труда (1973). Родился и умер в Скадовске
- Дмитрий Витальевич Чумак (род. 11 июля 1990) — украинский тяжелоатлет, мастер спорта Украины международного класса. Родился в Скадовске.
- Анна Викторовна Козенко (род. 4 января 1991) — украинская тяжелоатлетка. Родилась в Скадовске.

## Галерея

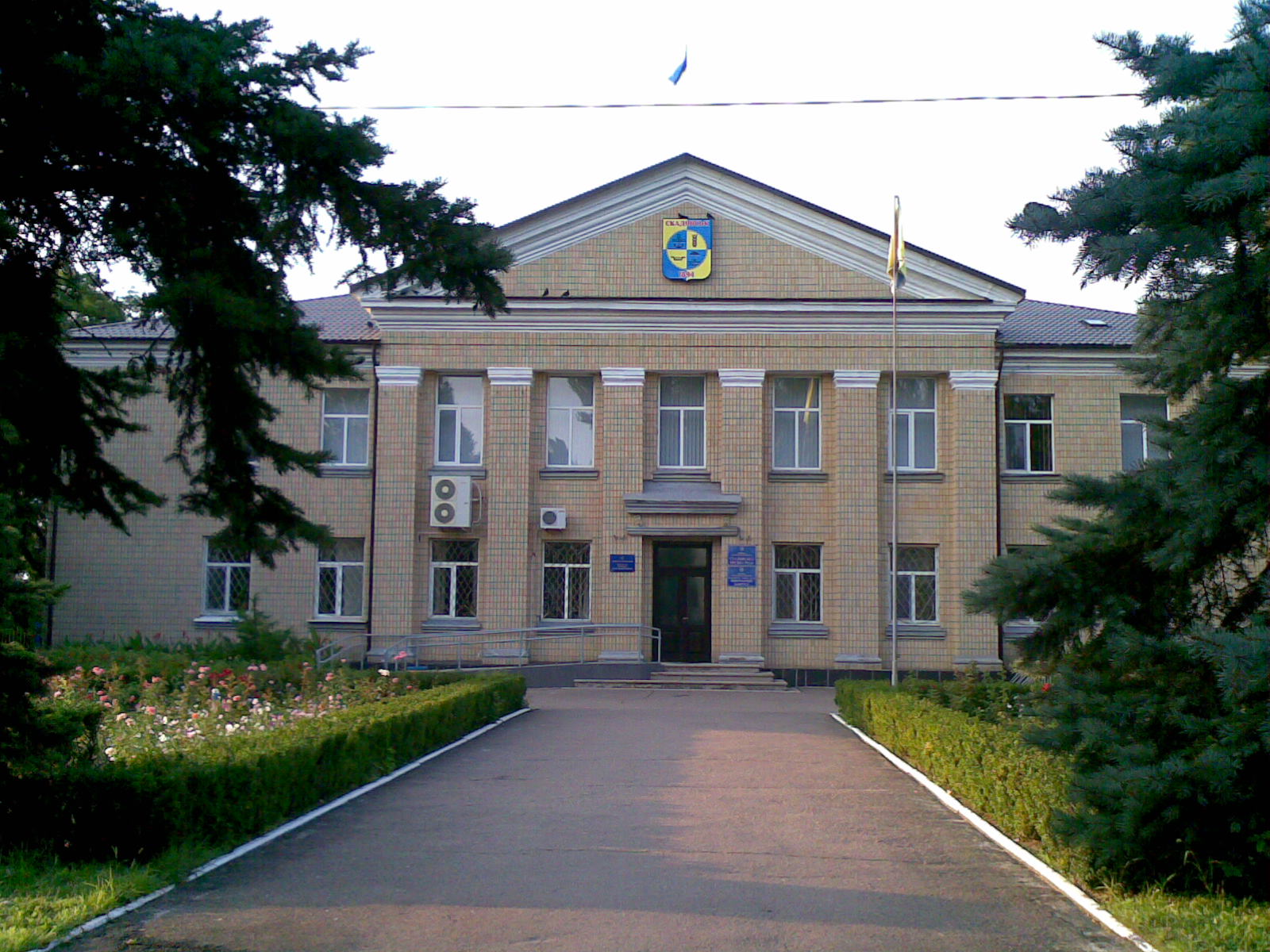
Скадовский городской совет
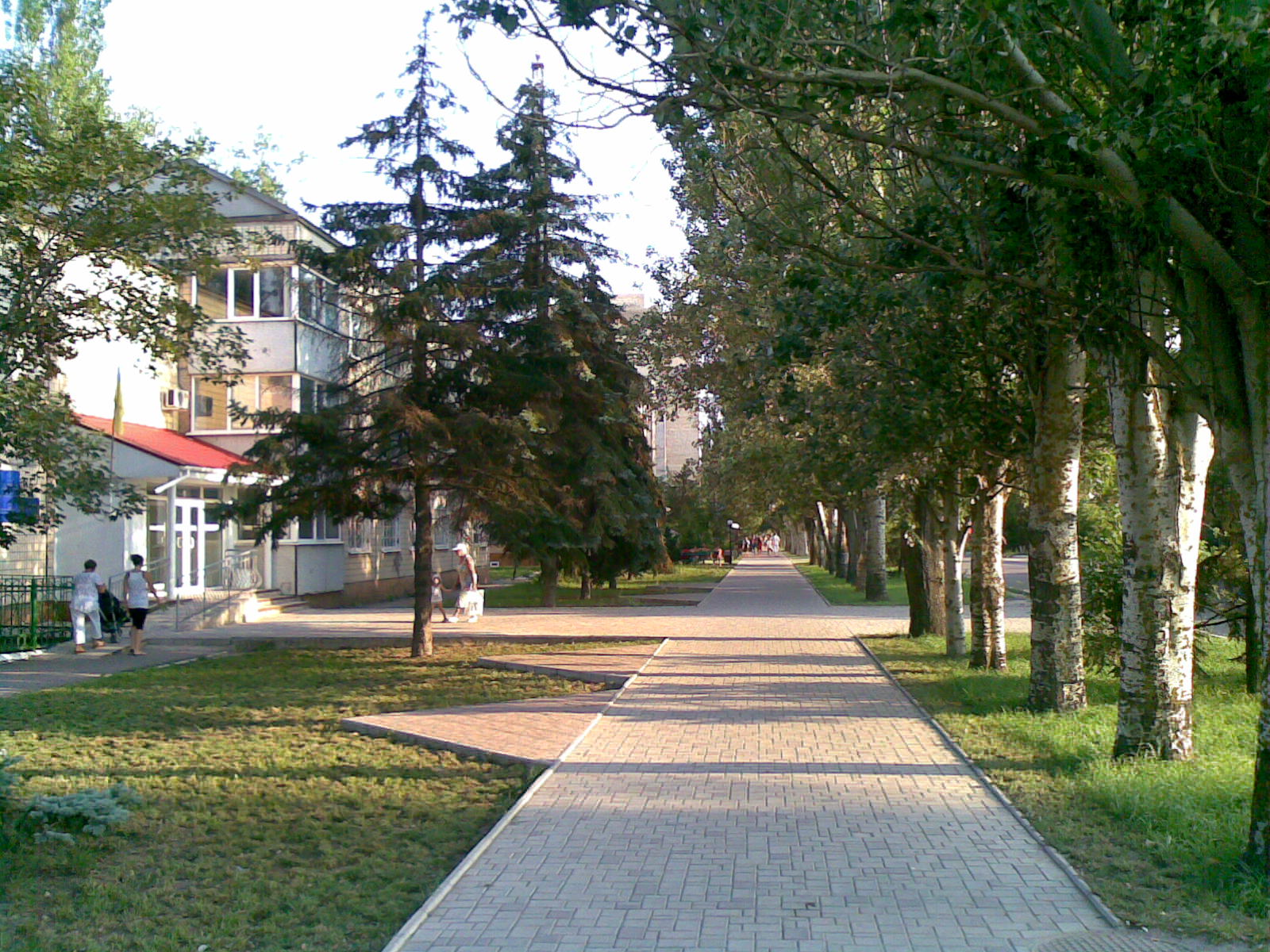
Зелёная аллея в центре города
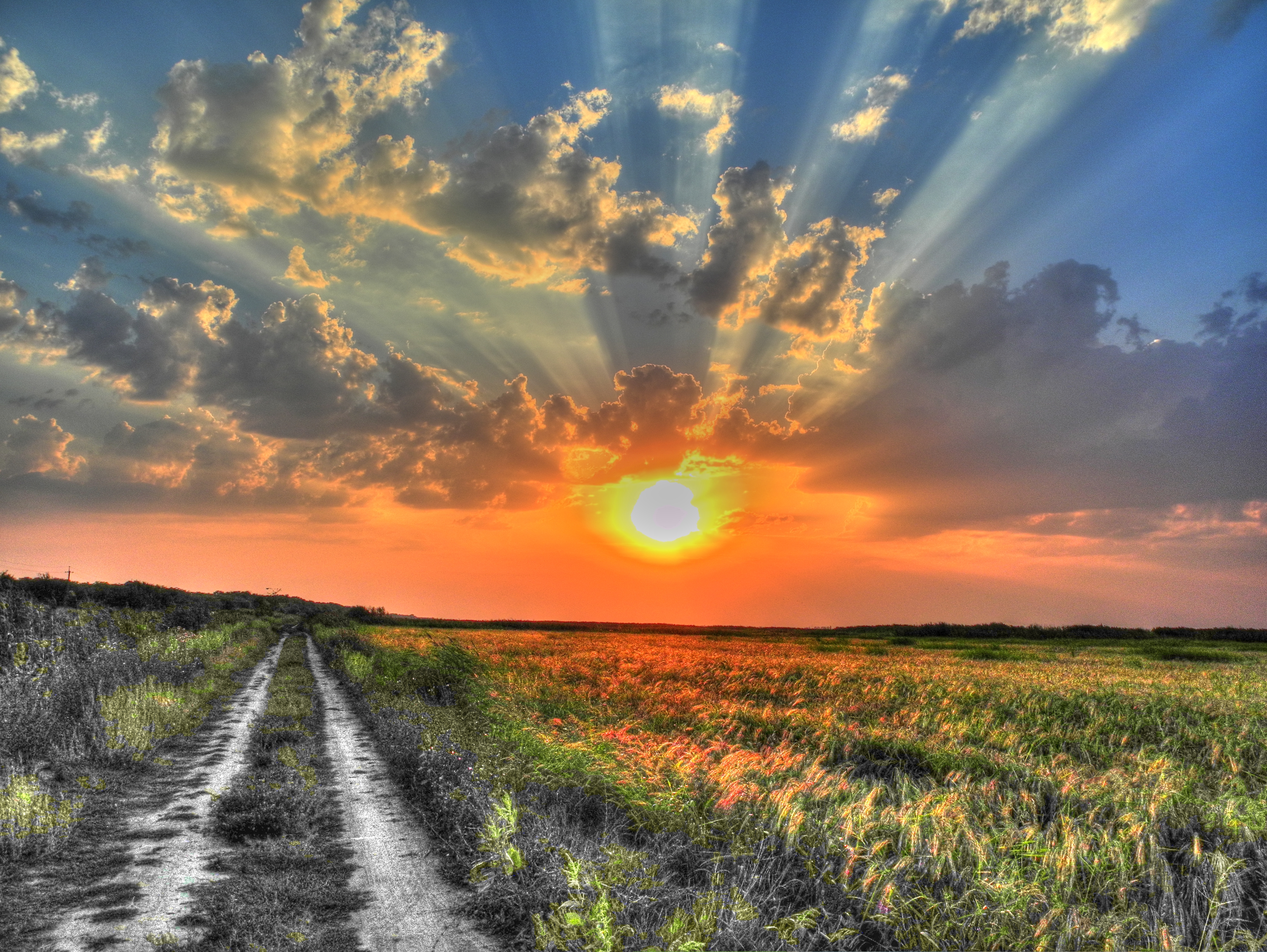
Закат в Скадовске
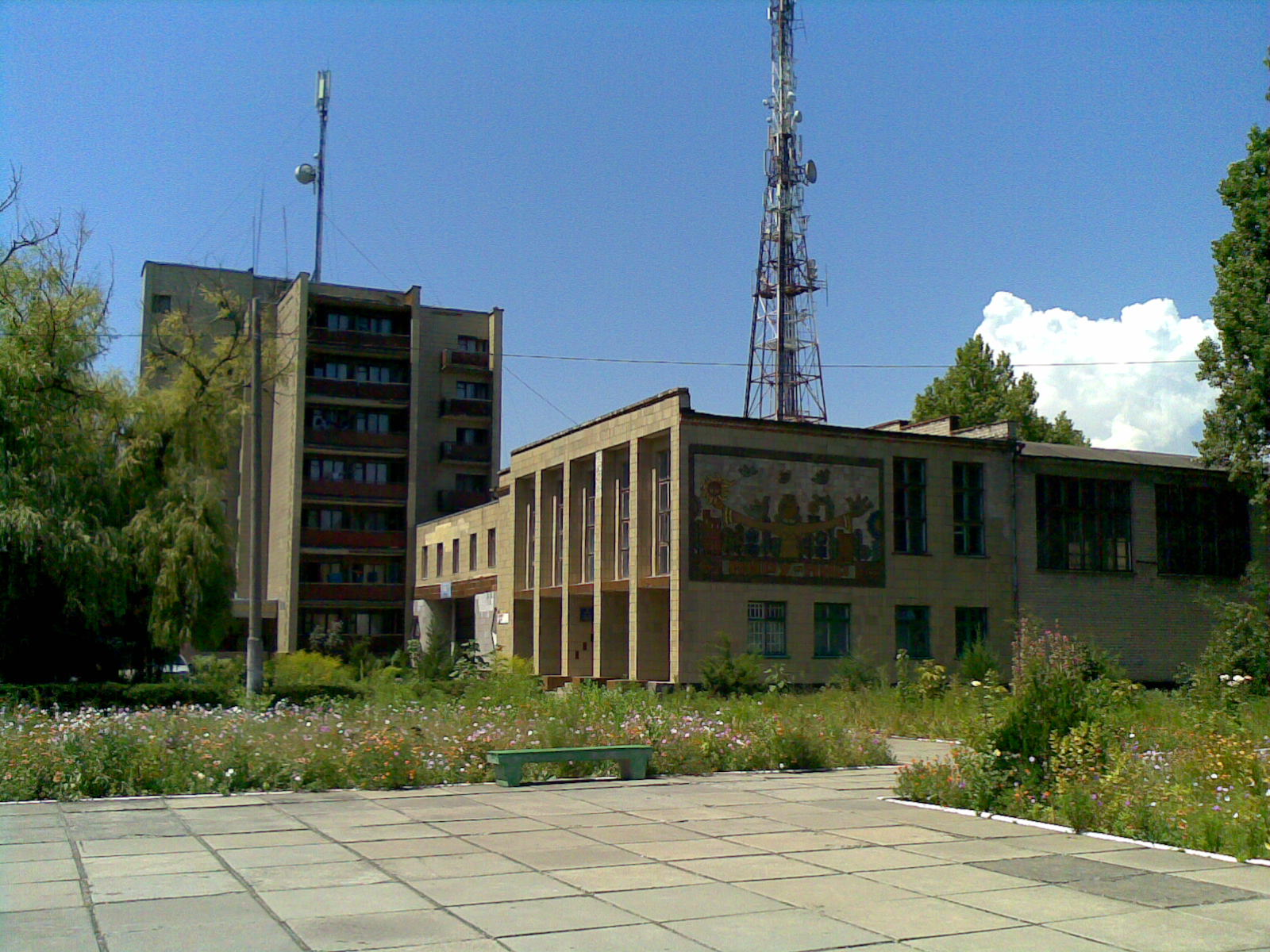
Скадовская ДЮСШ
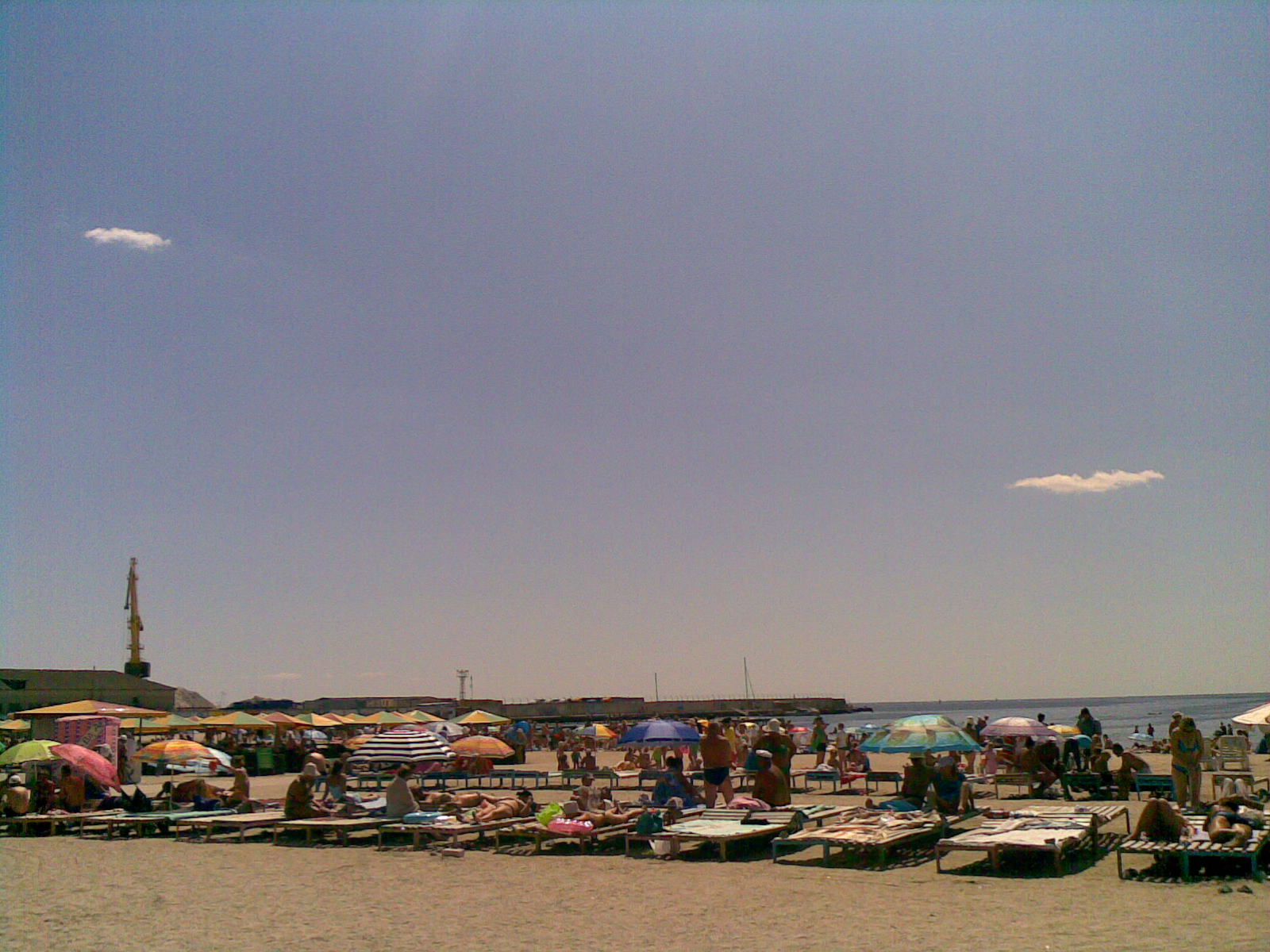
Пляж
Набережная Скадовска